# Beiderwand

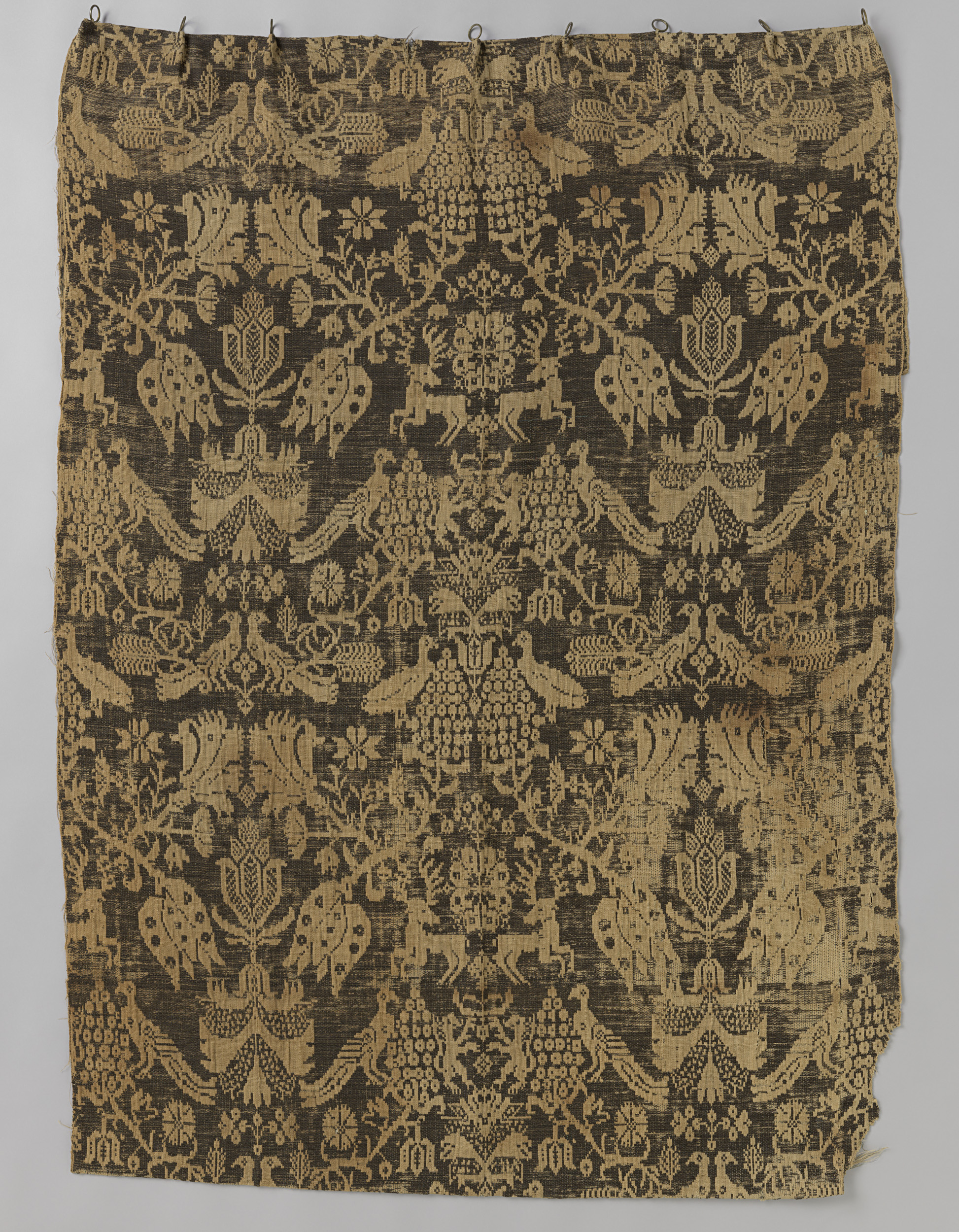
Wandbehang aus Beiderwandgewebe

Beiderwand (auch Halbwollenlama oder Beidergemeng) ist ein schweres Mischgewebe in Leinwand- oder auch Köperbindung.
Beiderwand war insbesondere im 19. Jahrhundert ein verbreitetes Material für bäuerliche Trachten. Vor allem in Hessen, dem Odenwald und der Rhön wurde es für Faltenröcke, Kniehosen und Mäntel verwendet, war aber auch in Nord- und Süddeutschland verbreitet.
In der ersten Hälfte des 19. Jahrhunderts, als die Rohmaterialien für Stoffe noch weitgehend von der ländlichen Bevölkerung selbst versponnen und gewebt wurden, wurde Beiderwand aus Kettfäden von Leinen (Flachs) mit wollenen Schussfäden hergestellt. Im Laufe der Zeit wurde das Leinen weitgehend durch importierte Baumwolle ersetzt. Beiderwand wird nicht gewalkt, oft nicht einmal gewaschen, sondern nur (ohne vorheriges Rauen) glatt geschoren.
Eine museale Handweberei im Alten Pastorat in Meldorf, Kreis Dithmarschen, stellt auch heute noch Beiderwand her.